# نصیرآباد (ازومدل جنوبی)
نصیرآباد یک روستا در ایران است که در دهستان ازومدل جنوبی واقع شده‌است. نصیرآباد ۴۱ نفر جمعیت دارد.